# Municipio de Augšdaugava
Augšdaugava (en letón: Augšdaugavas novads, "municipio superior del Daugava") es uno de los 36 municipios establecidos en Letonia en 2021. Rodea la ciudad independiente de Daugavpils y su sede municipal se encuentra allí. Su primer consejo municipal electo asumió el cargo el 1 de julio de 2021.

## Geografía

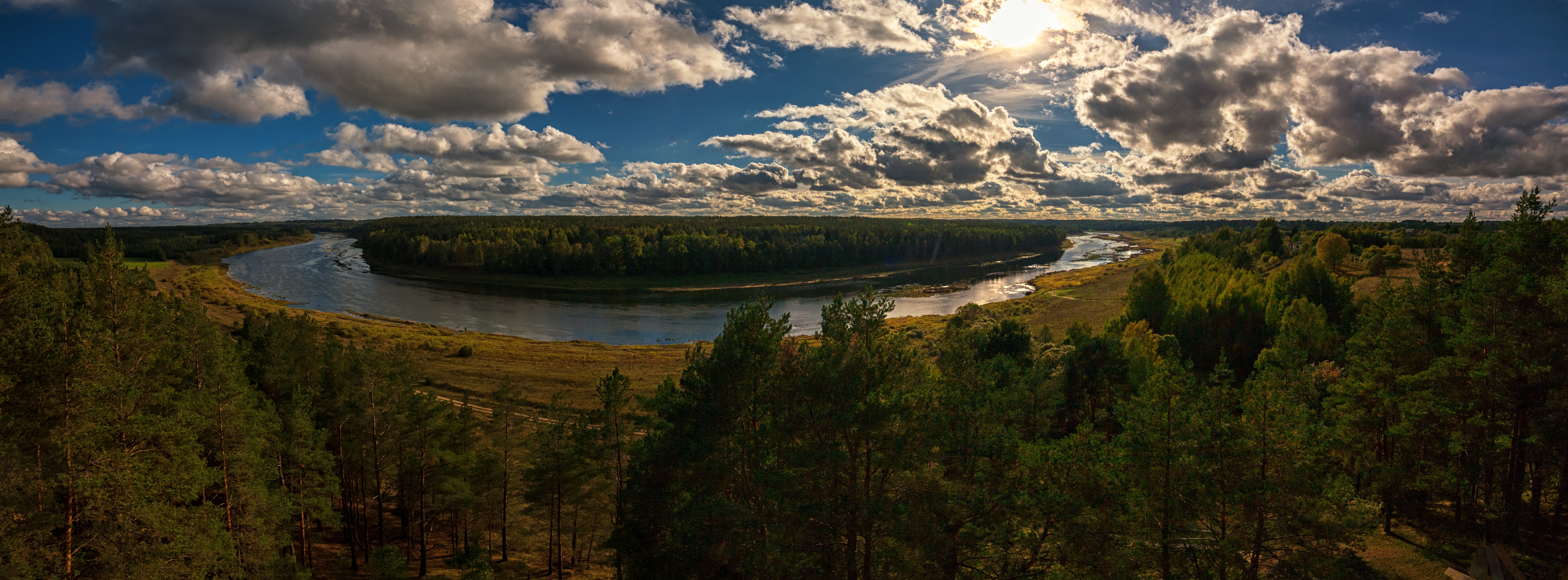
Vista del río Daugava desde la torre de observación Vasargeliški al este de Daugavpils.

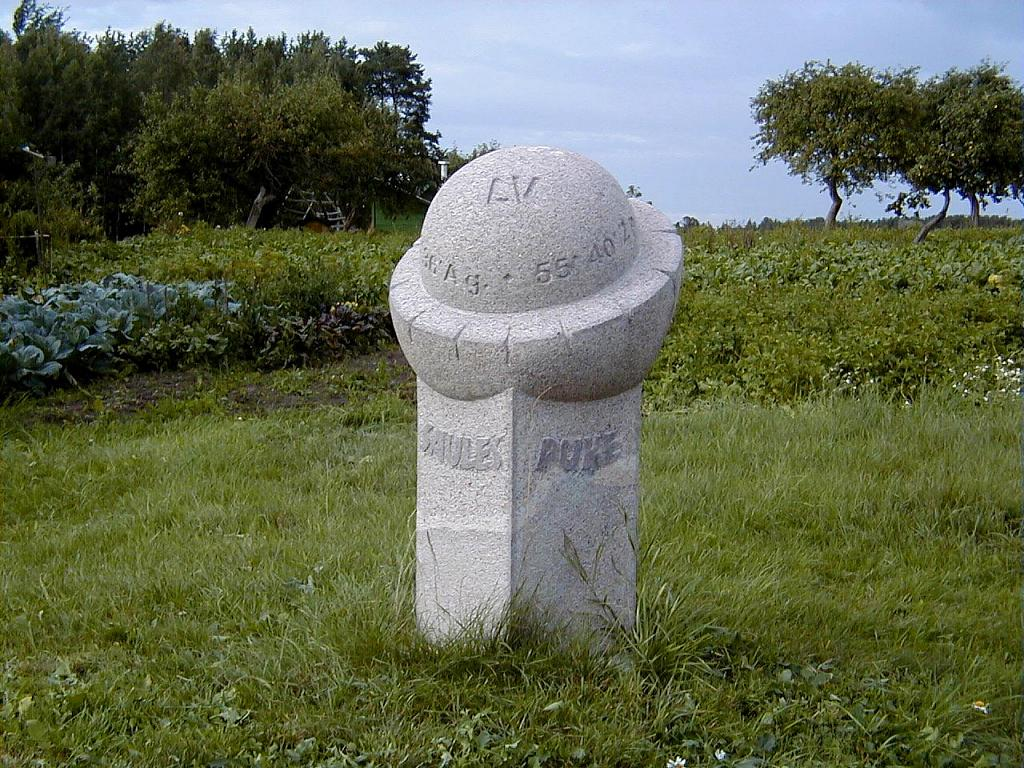
Saules puķe ("Girasol"), 1999: escultura de granito colocada cerca del punto más al sur de Letonia en la parroquia de Demene.

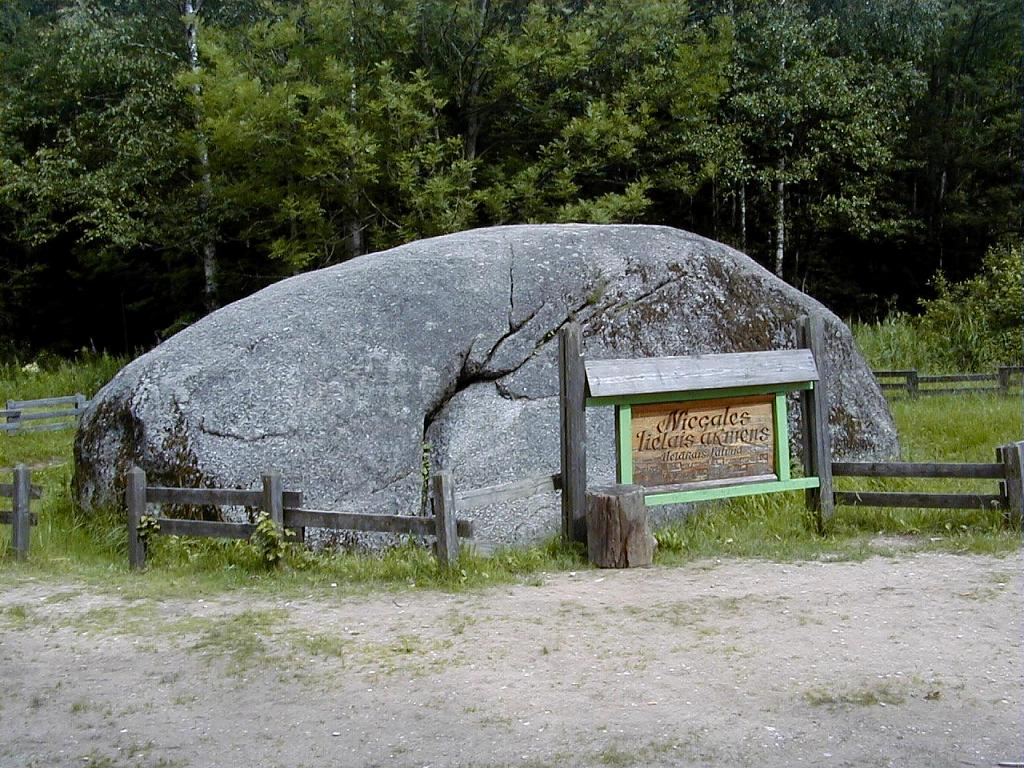
La gran piedra de Nīcgale en la parroquia homónima.

El municipio de Augšdaugava tiene una superficie de 2524 km². Se encuentra en la parte suroeste de la región de Latgale, en el este de Letonia, y rodea la ciudad de Daugavpils por todos lados. Limita con el municipio de Jēkabpils al noroeste, el municipio de Līvāni al norte, el municipio de Preiļi al noreste y el municipio de Krāslava al este.  También limita con los condados lituanos de Panevėžys y Utena al oeste y suroeste respectivamente, y con la región de Vitebsk en Bielorrusia al sureste. El punto más al sur de Letonia se encuentra en la frontera con Lituania en la parroquia de Demene, y se conmemora con una escultura cercana de Vilnis Titāns.
La región de Augšzeme ("tierras altas") se encuentra en la parte centro-sur del municipio y es un paisaje protegido con una superficie de 208.13 km². El lago Svente y el lago Medumi se encuentran dentro del área protegida. También se encuentra en el área es Egļukalns, el punto más alto del municipio con una elevación de 220,6 metros (241,3 yd) sobre el nivel del mar. Es el sitio de una estación de esquí.
El Daugava desemboca en el municipio desde el este y gira hacia el norte en Daugavpils. El valle de Daugava al este de Daugavpils es un área de paisaje protegido que se extiende hasta el municipio de Krāslava.
Una tercera área de paisaje protegido ubicada en la parte norte del municipio es el bosque de Nīcgale en la parroquia de Nīcgale. La gran piedra de Nīcgale se encuentra en su límite oriental y es el glaciar errático más grande conocido en Letonia con un volumen de aproximadamente 170 metros cúbicos (44 909,2 galAm).

## Historia
El municipio de Augšdaugava corresponde en extensión al antiguo distrito de Daugavpils, tal como existía desde 1967 hasta 2009. En las reformas territoriales de 2009, el distrito de Daugavpils se dividió en los municipios de Daugavpils e Ilūkste. En 2020, Saeima aprobó reducir el número de divisiones administrativas a nivel municipal de 119 a 42, incluida la reincorporación a los municipios de Daugavpils e Ilūkste para formar el municipio de Augšdaugava. Las elecciones para los nuevos consejos municipales de Letonia se celebraron el 5 de junio de 2021, y los nuevos municipios, incluido Augšdaugava, entraron en vigor el 1 de julio de 2021.

## Administración

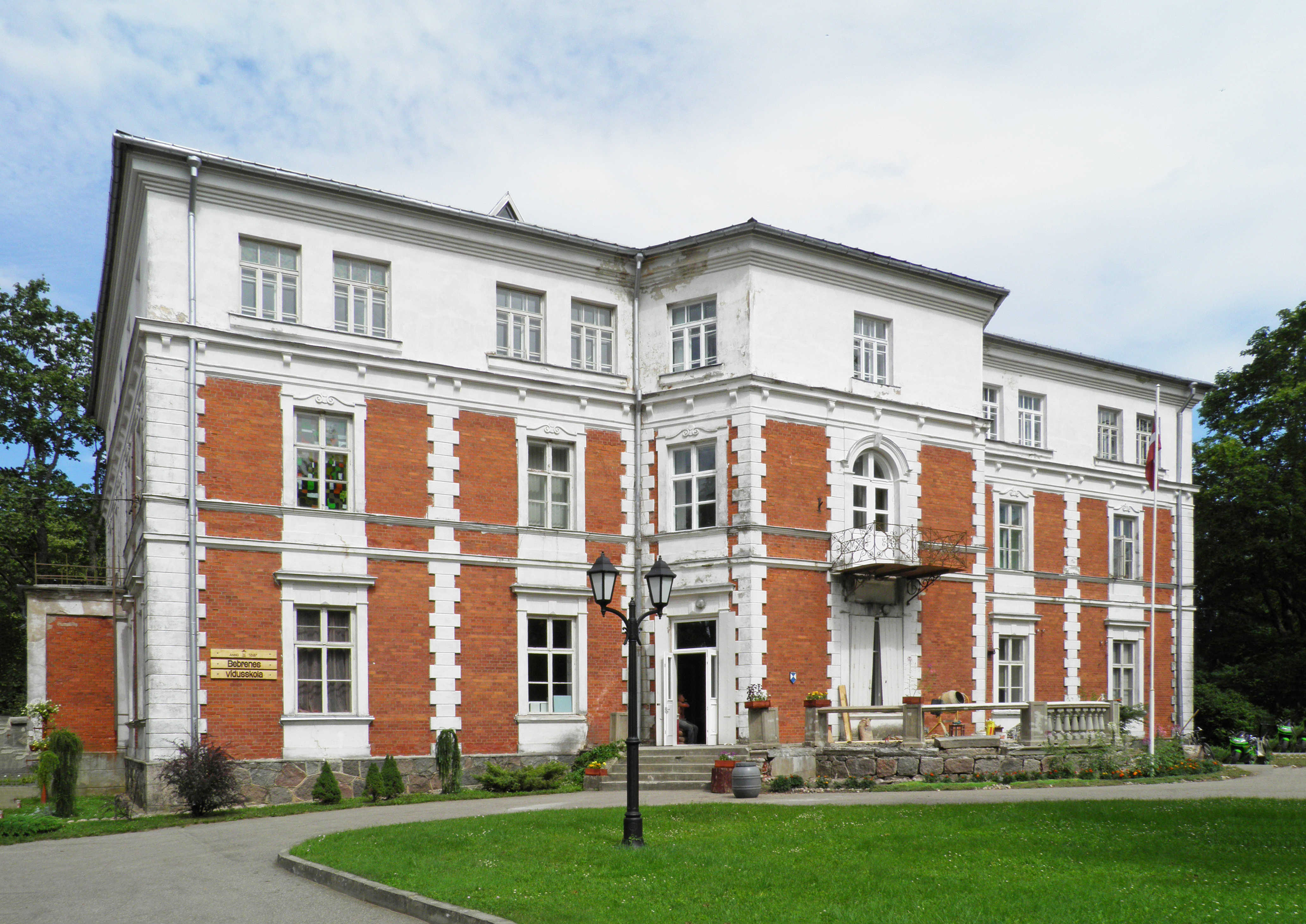
Bebrene Manor en la parroquia de Bebrene.

El municipio de Augšdaugava eligió a 15 concejales en las elecciones locales de 2021. El municipio formará autoridades conjuntas con la ciudad de Daugavpils para la administración de protección civil, educación y gestión de residuos.
El municipio se subdivide en dos pueblos y 25 parroquias:
Pueblos
- Ilūkste
- Subate

Parroquias
- Ambeļi
- Bebrene
- Biķernieki
- Demene
- Dubna
- Dviete
- Eglaine
- Kalkūne
- Kalupe
- Laucesa
- Līksna
- Maļinova
- Medumi
- Naujene
- Nīcgale
- Pilskalne
- Prode
- Saliena
- Šēdere
- Skrudaliena
- Svente
- Tabore
- Vabole
- Vecsaliena
- Višķi

## Demografía
La Oficina Central de Estadística de Letonia estimó una población de 25.927 habitantes que vivían en lo que hoy es el municipio de Augšdaugava a principios de 2021. Esto representó una disminución del 39% de su población estimada de 42 483 a principios de 2000, y una disminución del 22% de su población estimada de 33 222 a principios de 2011. 
Las poblaciones de las ciudades de Ilūkste y Subate se estimaron en 2169 y 596 respectivamente a principios de 2021.

## Economía e infraestructura
Augšdaugava es principalmente un municipio agrícola: en 2005, el 71% de la superficie total del antiguo distrito de Daugavpils se utilizó para fines agrícolas, principalmente cereales y ganadería. El municipio cuenta con las carreteras nacionales A6, que conectan Daugavpils con Jēkabpils y Riga al noroeste, y Krāslava y la frontera bielorrusa al este; A13, que va desde la frontera lituana al suroeste de Daugavpils a través de Daugavpils y Rēzekne y la frontera rusa al noreste de Kārsava; y A14, un desvío occidental de Daugavpils. El gasoducto Riga-Daugavpils y el difunto ramal Unecha-Polotsk-Ventspils del oleoducto Druzhba también atraviesan el municipio. El aeropuerto internacional de Daugavpils está ubicado en Lociki en el municipio de Augšdaugava al noreste de Daugavpils.